# Diocèse de Rarotonga

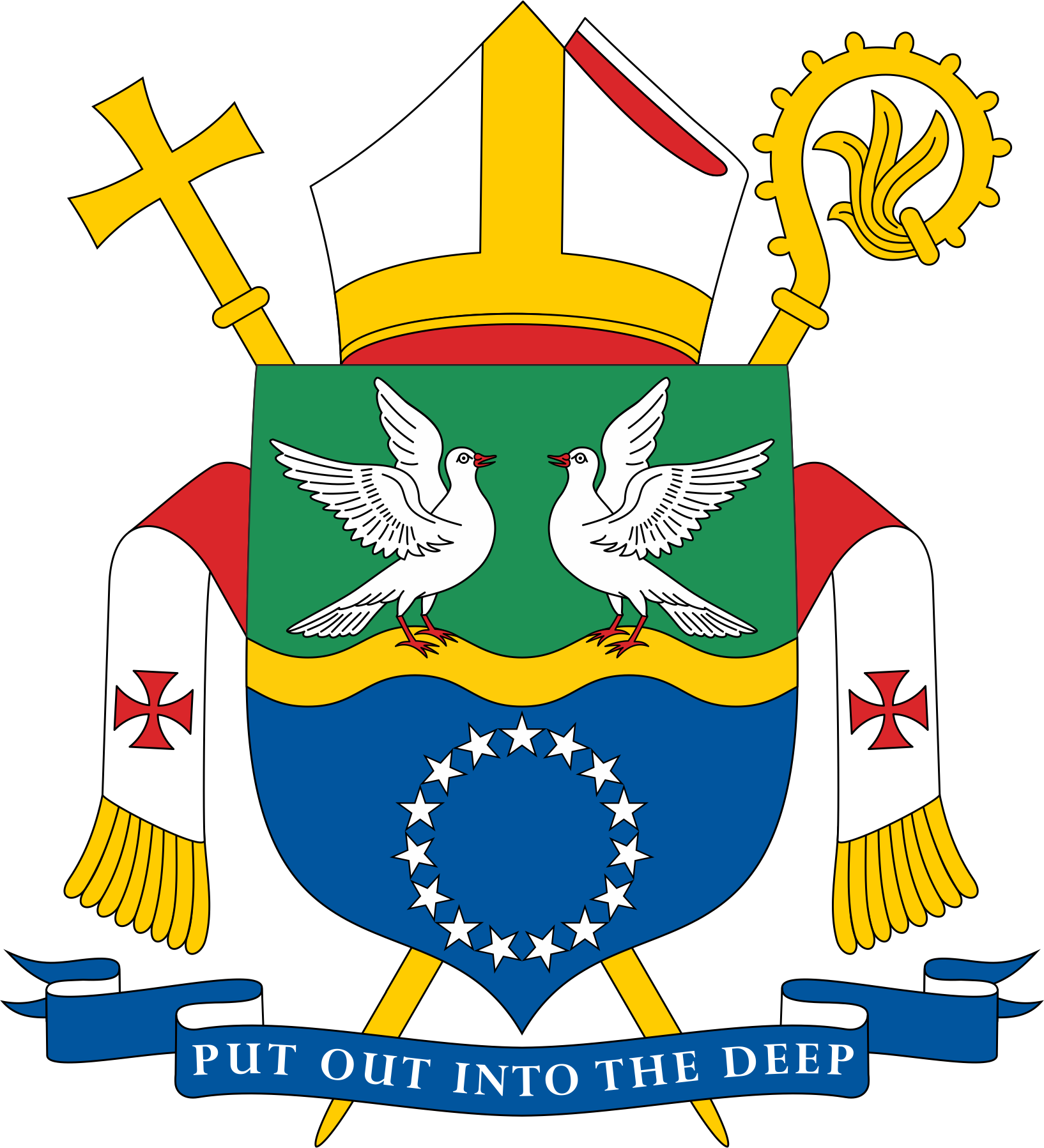
Armoiries du Rarotonga

Le diocèse de Rarotonga relève de la Province ecclésiastique de Suva. Il couvre deux pays d'Océanie: les Îles Cook et Niue. L'évêque actuel est Reynaldo Getalado, depuis 2024. Son siège se trouve à la cathédrale Saint-Joseph, à Avarua, capitale des Îles Cook, située sur l'île de Rarotonga (d'où le nom du diocèse).

## Territoire
Le diocèse couvre deux états souverains: les Îles Cook et Niue.

## Histoire
C'est en 1922 qu'est créée la préfecture apostolique des îles Cook. Celle-ci sera ensuite érigée en vicariat apostolique en 1948. Enfin, ce dernier est finalement érigé en diocèse en 1966.

## Éducation
Le diocèse gère plusieurs écoles privées, notamment l'école primaire Saint-Joseph et le Nukutere College, toutes les deux situées à Avarua.
Auparavant, le diocèse gérait également l'école primaire privée Saint-Mary, située sur l'île de Mauke, aux Îles Cook. Cette école est aujourd'hui fermée.

## Cathédrale
La cathédrale du diocèse est la cathédrale Saint-Joseph. Celle-ci se trouve dans le centre-ville d'Avarua, la capitale des Îles Cook.